# Carmen, la que contaba 16 años
Carmen, la que contaba 16 años es una película dramática venezolana de 1978, dirigida por Román Chalbaud. Se trata de una adaptación libre de la novela Carmen, de Proper Mérimée, pero con un trasfondo crítico de la sociedad y la política venezolana de finales de la década de 1970.  

## Sinopsis
Carmen (Mayra Alejandra)  es una joven de espíritu libre que vive en los sectores populares de Caracas, y que coquetea con un hombre llamado José Navarro (Miguel Ángel Landa), arrastrándolo al mundo del delito. José Navarro, sin importarle perder su carrera profesional dentro de la Guardia Nacional y su reputación, cede a sus pasiones. La relación entre ambos se desarrolla en medio de conflictos de clase, pasión desenfrenada y los condicionamientos sociales que limitan el destino de Carmen.

## Reparto
- Mayra Alejandra † (Carmen La Cabaretera †)
- Miguel Ángel Landa (Sargento José Navarro)
- William Moreno † (torero Félix Reverte)
- Rafael Briceño † (El Tuerto García †)
- Arturo Calderón † (Gusano Eh Queso †)
- Víctor Cuica (actuación especial)
- María Antonieta Gómez † (La Perica)
- Bertha Moncayo † (La Pelaguevo)
- Balmore Moreno (Tijereta)
- José Rodríguez (El Espaturrao †)
- Nancy (La Maladra Isabel)
- Carlos Márquez † (coronel Manuel Castro)
- Pilar Romero † (Micaela)
- Renato Gutiérrez (teniente del Ejército)
- Manolo Vásquez (don Bienmesabe)
- Juan Galeno † (Pata Eh Mula)
- Julio Mujica (Cachicamo)
- Luis Pardi † (Sr. Luis Pinnardi)
- Asdrúbal Meléndez (Plutarco †)
- Luis Calderón † (doctor)
- Haydee Tosta † (Cuarto Bate †)
- Pedro Duran (actuación especial)
- Verónica Doza (Emira)
- Mechita Marcano (tía de Micaela)
- Gerónimo Gómez † (distinguido de la Guardia)
- Kiko Fonseca † (El Colombiano)
- Adela Cisneros † (tía de Micaela)
- Felicia Rodríguez (señora)
- Oscar Suárez (actuación especial)
- Carlos Guerrero (El Capitán)
- José María Alegría (guardia Loyo)
- René Vanegas (policía)
- Mariluz Hernández (mesonera)
- Igor Reveron † (motorizado)
- Antonia Mejias (Mildred)
- José María García (guardia II)
- Rovi (borracho Malavarista)
- Osvaldo Álvarez (Morcilla Enyasa)
- Nury Flores (Catira del Bar)

## Producción
La película fue producida por Gente de Cine C.A. El montaje estuvo a cargo de Rafael Lárez. El guion, escrito por Román Chalbaud, adapta la novela de Mérimée al contexto venezolano, resaltando problemáticas sociales y la lucha de clases en la Caracas de finales de los años 70. Es la sexta producción de Chalbaud. Fue grabada en La Guaira, Venezuela.
La película usa como tema central el merengue caraqueño Carmen, la que contaba 16 años, que le da título, y es interpretado por Los Antaños del Stadium.